# Долгоруков, Илья Андреевич
Князь Илья Андреевич Долгоруков (2 (13) августа 1797 — 7 (19) октября 1848) — генерал-лейтенант (1844), генерал-адъютант (1848), член декабристских организаций Союз спасения и Союз благоденствия.

## Биография
Рюрикович в XXVII колене, из княжеского рода Долгоруковых. Родился 2 (13) августа 1797 года. Сын статского советника князя Андрея Николаевича Долгорукова (1772—1834) от брака с Елизаветой Николаевной Салтыковой (1777—1855). Его отец был внучатым племянником фельдмаршала В. В. Долгорукова, мать — внучка обер-прокурора Я. П. Шаховского. Кроме него в семье родились: Николай, Иван (1796—1807), Сергей (1802—1832), Василий, Дмитрий (1808—1809), Владимир, также Екатерина, Мария и Александра.
В девятилетнем возрасте зачислен по приказу Государственной Коллегии Иностранных дел на службу актуариасом 14-го класса (1806), вскоре причислен к Московскому архиву. Произведён в переводчики 10-го класса (12 марта 1812). Уволен по прошению для определения на военную службу (6 августа 1813).
Поступил юнкером в Лейб-гвардии артиллерийскую бригаду (26 ноября 1813). По экзамену произведён в прапорщики той же бригады и принял участие в заграничном походе российской армии (1814); за сражение под Парижем (18 марта 1814) был удостоен ордена Святой Анны 4-й степени.
Подпоручик (1815), назначен адъютантом к графу Аракчееву. С разделением Лейб-гвардии артиллерийской бригады на две (1816) был зачислен во 2-ю бригаду. Возвратился к строевой службе (1819). Переведён в Лейб-гвардии 1-ю артиллерийскую бригаду (1821). Назначен командующим 1-ю батарейною ротою имени Его Высочества (1822), командиром 2-й батарейной роты в чине капитана (1824). Произведён в полковники (1828) и назначен адъютантом к великому князю Михаилу Павловичу. С оставлением в прежней должности, назначен дежурным штаб-офицером по управлению генерал-фельдцейхмейстера (1828).
Участвовал (с 02 мая по 14 октября 1828) в русско-турецкой войне, сначала в качестве дежурного штаб-офицера осадных войск при осаде крепости Браилова, а потом находился при осаде крепости Шумлы, участвовал во многих боях и стычках. Отличился при обратном отбитии у неприятеля редута № V-й (14-го августа), выполняя должность начальника штаба артиллерии 2-й армии, за что награждён орденом Святой Анны 2-й степени с алмазными украшениями.
«По домашним обстоятельствам» уволен от службы с мундиром (03 февраля 1829), но уже 1 октября следующего года поступил вновь на службу, в ту же артиллерийскую бригаду, адъютантом к великому князю и исправляющим должность начальника штаба Е. И. Высочества по управлению генерал-фельдцейхмейстера.
В составе гвардейского корпуса участвовал (1831) в подавлении Польского восстания, где был во многих сражениях, особенно отличился (5 мая 1831) в арьергардном деле при селе Старом Якаце, где, невзирая на сильный огонь противника, мужественно бросился к мосту на речке, протекавшей у этого селения, и хладнокровно распорядился уничтожением переправы, чем много облегчил положение нашего арьергарда. Командуя артиллерией вместо генерал-майора Бибикова (9 мая 1831), вновь отличился при переправе наших войск через реку Нарев у села Жолтки. За это награждён орденом Святого Георгия 4-й степени. В августе находился в авангарде графа Витта и, участвуя почти во всех делах этого отряда, награждён золотою шпагою с надписью «за храбрость». За штурм передовых укреплений и городового вала Варшавы награждён орденом Святого Станислава 2-й степени со звездою.
Утверждён в должности начальника штаба Е. И. Высочества по управлению генерал-фельдцейхмейстера (1832). За отличие произведён в генерал-майоры с оставлением в должности начальника штаба и по гвардейской пешей артиллерии (6 декабря 1833). Поручено «иметь наблюдение» за артиллерийским училищем (1836). За отличие произведен в генерал-лейтенанты, с оставлением в прежней должности (1844).
Принимал участие в обсуждении технических вопросов, участвуя в разработке вопросов об улучшении штуцеров и ружей русской армии, в составлении правил для руководства по постройке новой артиллерии, по введению у нас зажигательных ракет и т. д. Генерал-адъютант с 1848 года.
Масон. Входил в состав ложи «Соединённых друзей». Член, а затем блюститель ложи «Трёх добродетелей».
Скончался в Санкт-Петербурге 7 (19) октября 1848 года и был похоронен на Смоленском кладбище.

В 1857 году декабрист князь Сергей Трубецкой был приглашён к шефу жандармов Василию Андреевичу Долгорукову. Беседа шла «о здоровье, о влиянии климата, о жизни здесь и в Сибири, о месте там пребывания и вообще о Сибирском крае». Между тем Долгоруков заметил:
Вы были хорошо знакомы с братом моим Ильёй, прекрасный был человек, умер рано.

### Декабрист
Член Союза Спасения (с конца 1817 года). Избран в комиссию вместе с Пестелем и князем Шаховским для написания устава. Основная работа была проведена Пестелем, а Долгоруковым было написано торжественное введение, которое объясняло общую цель тайного общества. Статут был уничтожен самими декабристами (1818), когда они преобразовали своё общество.
Вернувшись (август 1818) из-за границы, стал членом Союза благоденствия, блюстителем его Коренного совета. Его обязанность состояла в хранении «Зелёной книги» и «назидании за порядком в обществе, которого, впрочем, никогда не существовало, ибо и правильных заседаний не бывало».

Участник Петербургского совещания, состоявшегося в январе 1820 года на квартире Фёдора Глинки. На нём присутствовало всё руководство движения, и было оно посвящено решению вопроса о форме правления. Пестель показывал:
Князь Долгоруков по открытии заседания, которое происходило на квартире у полковника Глинки, предложил Думе просить меня изложить все выгоды и все невыгоды как монархического, так и республиканского правления с тем, чтобы потом каждый член объявлял свои суждения и свои мнения.
По заключению Пестеля «приняли все единогласно республиканское правление».
Вскоре состоялось ещё одно совещание в Преображенских казармах у подполковника Ивана Шипова, на котором решался вопрос о цареубийстве. Между Долгоруким и Никитой Муравьёвым произошёл спор:
Мысль сия нашла во мне одном защитника и была опровержена прочими. В особенности же восстал противу неосновательности сего предложения князь Долгорукой, с которым и возникло у меня о том прение
Вскоре после этого Долгоруков сложил с себя обязанности блюстителя общества. Принимал участие в Московском съезде (1821), в результате которого была проведена фиктивная ликвидация общества. После этого ни в каких тайных обществах не состоял.
После разгрома восстания отрицал своё участие в деятельности декабристов. Согласно «Алфавиту Боровкова» показал, что «действий его в пользу общества никаких не было и не помнит, чтобы он кого-либо пригласил в оное. …У Фёдора Глинки бывал, но никогда в совещании или правильном заседании; разговоры были общие и частные, но никогда определённых предметов на рассуждение не представлялось. Сказанного Пестелем предложения не делал и о принятии республиканского правления не только не слыхал, но и не подозревал в обществе. В квартире Шипова (с 1816) и до сих пор ни разу не случалось быть и о происходившем там, как и преступном намерении в обществе никогда не слыхал».
Высочайше повелено оставить без дальнейшего следствия благодаря вмешательству великого князя Михаила Павловича.

### С Пушкиным
Витийством резким знамениты,

Сбирались члены сей семьи

У беспокойного Никиты,

У осторожного Ильи.
Князь Долгоруков был знаком с А. С. Пушкиным, который посещал собрания членов Союза благоденствия и читал там свои стихи. Декабрист И. Н. Горсткин показывал на следствии: «Потом стали у некоторых собираться сначала охотно, потом с трудом соберется человек десять, я был раза два-три у князя Ильи Долгорукого, который был кажется один из главных в то время, у него Пушкин читывал свои стихи, все восхищались остротой, рассказывали всякий вздор, читали, иные шептали, и все тут; общего разговора никогда нигде не бывало».
В отрывках 10 главы «Евгения Онегина» поэт упомянул «осторожного Илью». Также Долгоруков должен был фигурировать в ненаписанном романе «Русский Пеллам» (1834—1835) среди участников «Общества умных».

## Семья

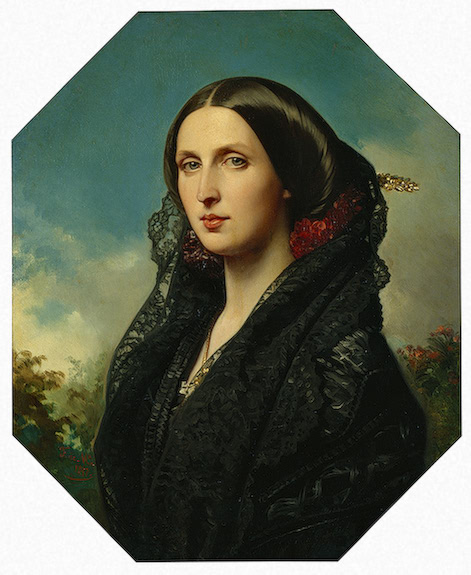
Мария Ильинична Голицына

Жена (с 14 января 1824) — княжна Екатерина Александровна Салтыкова (1803—1852), дочь обер-церемониймейстера Высочайшего Двора светлейшего князя Александра Николаевича Салтыкова и Натальи Юрьевны урождённая Головкина, внучка графа Ю. А. Головкина. По словам Долли Фикельмон, Екатерина Александровна была внешне скорее некрасива, однако истинная дама, притом приятная, и очень милая в обществе.
Отличаясь слабым здоровьем, много времени проводила за границей. Там же подолгу жили и её сестры, графиня Мария Потоцкая и графиня Софья Шувалова, с которыми она была очень дружна. Умерла († 02 марта 1852) от чахотки, от которой раньше скончались её сестры. Погребена в Александро-Невской лавре.
В браке родились:
- Екатерина (20.11.1824—18.07.1866) — крещена (03 декабря 1824) в Сергиевском соборе в Петербурге, крестница князя Н. А. Долгорукова и светлейшей княгини Н. Ю. Салтыковой[10]; фрейлина двора, замужем (с 18 мая 1849 года)[11] за князем Александром Борисовичем Лобановым-Ростовским (1821—1875). Скончалась в Неаполе от водянки.
- Мария (19.10.1825—1907) — крещена (29 октября 1825) в Сергиевском соборе в Петербурге, крестница обоих своих дедов князя А. Н. Долгорукова и А. Н. Салтыкова[12], супруга князя Михаила Александровича Голицына (1804—1860), во втором браке — за графом Николаем Дмитриевичем Остен-Сакеном (1831—1912).

Не имея сына, княгиня Долгорукова была очень привязана к своему племяннику Юрию, сыну умершей сестры. Желая его усыновить, она обращалась с этой просьбой к его отцу князю Н. Б. Голицыну, но получила отказ. Впоследствии Юрий Голицын всегда с благодарностью и большой любовью говорил о своей тетке Долгоруковой.

## Награды
- Орден Святой Анны 4-й степени (1814);
- Орден Святой Анны 2-й степени (1828);
- Орден Святого Георгия 4-го класса (1831);
- Орден Святого Станислава 3-й степени со звездой, за штурм укреплений и городского вала Варшавы (1831).
- Золотая шпага «За храбрость» (1834) — за 20 лет службы офицером;
- Шведский Орден Меча (1834)[14].
- Орден Святого Станислава 1-й степени (1836);
- Орден Святой Анны 1-й степени (1837);
- Орден Святого Владимира 2-й степени (1840);